# Ruta 23 (Bolivien)
Die Ruta 23 ist eine Nationalstraße im südamerikanischen Andenstaat Bolivien.

## Streckenführung
Die Straße hat eine Länge von 147 Kilometern und durchquert den südlichen Teil des Departamento Cochabamba von Südosten nach Nordwesten. Die Straße beginnt bei der Stadt Aiquile an der Kreuzung mit der Ruta 5 und führt durch die tief eingeschnittenen Täler zwischen der Cordillera Oriental und der Cordillera Central in nordwestlicher Richtung. Die Ruta 23 endet bei Paracaya an der Ruta 7, die von Cochabamba zur Tiefland-Metropole Santa Cruz führt.
Die Ruta 23 ist vollständig asphaltiert.

## Geschichte
Die Ruta 23 ist mit Gesetz 1861 vom 3. Juli 1998 zum Bestandteil des bolivianischen Nationalstraßennetzes "Red Vial Fundamental" erklärt worden.

## Streckenabschnitte im Departamento Cochabamba

### Provinz Campero
- km 000: Aiquile

### Provinz Mizque
- km 043: Mizque
- km ...: Alalay

### Provinz Arani
- km 138: Arani

### Provinz Punata
- km 143: Punata
- km 147: Paracaya